# San Giovanni Incarico
San Giovanni Incarico é uma comuna italiana da região do Lácio, província de Frosinone, com cerca de 3.587 habitantes. Estende-se por uma área de 24 km², tendo uma densidade populacional de 149 hab/km². Faz fronteira com Arce, Ceprano, Colfelice, Falvaterra, Pastena, Pico, Pontecorvo, Roccasecca.

## Demografia
| Variação demográfica do município entre 1861 e 2011                               |
|                                                                                   |
| Fonte: Istituto Nazionale di Statistica (ISTAT) - Elaboração gráfica da Wikipedia |